# 三遊亭とん楽
三遊亭 とん楽（さんゆうてい とんらく、本名：海老原 守、1957年8月20日 - 2024年9月）は、千葉県柏市出身、我孫子市在住の落語家、ミュージカルアクター。円楽一門会所属。出囃子は『檄!帝国華撃団』（著作権者公認）、以前は『三匹の子豚』。円楽一門会の会計責任者。

## 来歴
1976年（昭和51年）3月、千葉県立東葛飾高等学校卒業。フリーターを経験したのち落語家に転進。高校の時に聞いた五代目圓楽の「中村仲蔵」に感動して落語家を志した。
1990年（平成2年）、落語家として芝浦工業大学柏高等学校の総合学習「落語を通じて学ぶ江戸文化」講座特別講師（1993年まで）。
2024年9月末頃、千葉県我孫子市の自宅で死去した。67歳没。訃報は同年10月8日に円楽一門会より公表された。
兄弟子の三遊亭楽麻呂は、サンケイスポーツの取材に、独身のとん楽が10月5日に出演予定だった両国寄席を無断休演したため警察に連絡、6日午前2時頃に自宅で死去していたのが発見されたという連絡があったと答えた。亡くなったのは9月末と推測される。8日に病死であると確認され、身内で密葬が執り行われた。
とん楽がトリを務めることが予定されていた11月3日の両国寄席・7日の亀戸梅屋敷寄席は、急きょ追悼の会として開催された。

## 芸歴
- 1984年（昭和59年） - 4月、5代目三遊亭圓楽に入門。
- 1986年（昭和61年） - 3月、二つ目昇進。
- 1992年（平成 4年） - 4月、真打昇進。
- 1993年（平成 5年） - ミュージカル「ファーブルの昆虫記」（野沢那智演出）出演。
- 1994年（平成 6年） - 同、東京芸術劇場公演。
- 1996年（平成 8年） - 同、青山劇場公演。
- 1997年（平成 9年） - 4月、地域寄席「柏わいわい亭」スタート（休席中）。
- 1998年（平成10年） - 4月、地域寄席「我孫子わいわい亭」（第三日曜）スタート。
- 1999年（平成11年） - 4月、地域寄席「野田わいわい亭」（第三水曜）スタート。
- 2001年（平成13年） -  ミュージカル「サクラ大戦歌謡ショウ」出演。

## 執筆活動
- 日本経済新聞
- 岩波書店「へるめす」
- 小学館「小3教育研究」
- 「労働かながわ」 他

## 趣味・特技

### 趣味
- 将棋三段（将棋ペンクラブ会員）
- 草野球
- スキー
- コミック収集（約1万冊）
- 手話
- 献血

### 資格
- 危険物取扱者（乙種4類）

## 関連事項
- ミュージカル